# Louis Ferdinand van Pruisen (1772-1806)

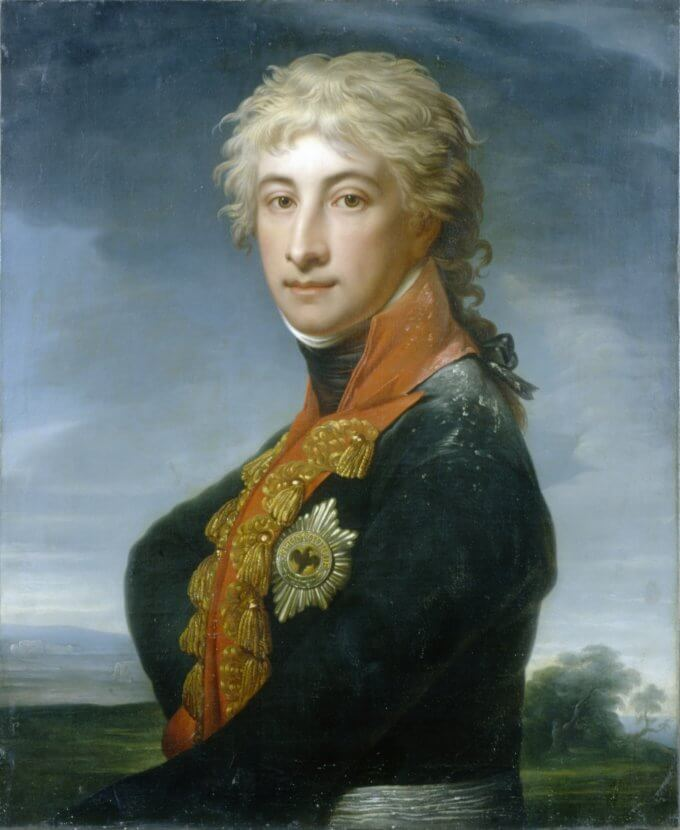
Prins Louis Ferdinand

Frederik Lodewijk (Louis Ferdinand) Christiaan (Friedrichsfelde, 18 november 1772 - Slag bij Saalfeld, 10 oktober 1806), prins van Pruisen, bijgenaamd de Pruisische Apollo, was een Pruisisch generaal en componist.

## Levensloop
Prins Lodewijk was de zoon van prins Ferdinand van Pruisen (1730-1813) - een broer van Frederik de Grote - en van Louise van Brandenburg-Schwedt (1738-1820), een dochter van markgraaf Frederik Willem. Zijn roepnaam was Louis, maar ter onderscheiding van zijn bijna even oude achterneef Frederik Lodewijk "Louis" Karel voegde men hieraan de naam van zijn vader toe.
Hij toonde zich al op jonge leeftijd een excentriek en goedhartig persoon, hetgeen de relatie met zijn onbegrijpende ouders verstoorde; alleen met zijn zus Louise had hij een hechte band. Zijn gedrag bracht hem ook diep in de schulden, een probleem dat hem zijn leven lang zou achtervolgen. Hij werd door Franse leraren opgeleid en trad in 1789 als kapitein toe tot het Pruisische leger. In 1790 volgde hij Frederik Willem II naar Silezië en sinds 1792 nam hij als kolonel roekeloos en eerzuchtig deel aan de Eerste Coalitieoorlog tegen het revolutionaire Frankrijk, waarin hij zich onderscheidde bij het Beleg van Mainz (1793). Hij verliet het leger in 1794. De Vrede van Bazel (1795) bekritiseerde hij fel als verraad aan Duitsland. Dit - en zijn toenaderingspogingen tot 's konings schoondochter Louise en haar zus - verstoorde de relatie met Frederik Willem II.
Louis Ferdinand werd in 1795 weggepromoveerd naar Maagdenburg, waar hij militair-wetenschappelijke studies volgde, maar ook zijn toevlucht zocht in drank en vrouwen. Van daaruit verbleef hij enige tijd in Brunswijk en Westfalen, een periode die hij als ongelukkig beschreef. In 1800 leerde hij Henriette Fromme kennen, een meisje uit een Maagdenburgs regentengeslacht. Bij haar verwekte hij twee kinderen, de in 1810 door Frederik Willem III onder de naam von Wildenbruch in de adelstand verheven Anton Albert Heinrich Ludwig "Louis" (1803-1874) en Blanka "Blanche" (1805-1887). Sinds 1800 verbleef hij vaak in Berlijn, waar zijn zus Louise en haar man Antoni Radziwiłł woonden. Daar kwam hij terecht in de salon van Rahel Varnhagen, een kunstzinnig milieu dat hem, vooral onder invloed van Jan Ladislav Dussek, stimuleerde tot componeren. Onder meer Ludwig van Beethoven prees hem om zijn muzikale gave. Ook leerde hij daar zijn grote liefde kennen, Pauline Wiesel.
Aangezien de neutraliteitspolitiek van Frederik Willem III hem een gruwel was probeerde hij in deze jaren een nieuwe oorlog met Frankrijk uit te lokken. Toen deze oorlog in 1806 een feit werd kreeg hij het bevel over de voorhoede van het leger van Frederik Lodewijk van Hohenlohe-Ingelfingen. Hij sneuvelde in de Slag bij Saalfeld (10 oktober 1806).

## Werk
- Kwintet in c-klein voor klavier, 2 violen, altviool en violoncel, op. 1
- Trio in Es-groot voor pianoforte, viool en violoncel, op. 2
- Trio in Es-groot voor pianoforte, viool en violoncel, op. 3
- Andante mit Variationen in B-groot voor pianoforte, viool, altviool en violoncel, op. 4
- Kwartet voor Klavier, viool, altviool en violoncel, op. 5
- Kwartet in f-klein voor pianoforte, viool, altviool en violoncel, op. 6
- Fugue à quatre voix pour le piano in g-klein, op. 7
- Notturno pour le pianoforte, flûte, violon, viola, violoncele obligé et deux cors ad libitum in F-groot, op. 8
- Rondo in Bes-groot voor klavier en orkest, op. 9
- Großes Trio in Es-groot voor pianoforte, viool en violoncel, op. 10
- Larghetto varié pour le pianoforte avec accompagnement de violon, alto, violoncelle et basse obligés in G-groot, op. 11
- Otetto pour le pianoforte, clarinette, 2 cors, 2 violes et 2 violoncelles obligés in F-groot, op. 12
- Rondo pour le pianoforte avec accompagnement de l’orchestre in Es-groot, op. 13

- Bibsys: 90131131
- Biblioteca Nacional de España: XX4801670
- Bibliothèque nationale de France: cb11973862s (data)
- Gemeinsame Normdatei: 118729225
- International Standard Name Identifier: 0000 0000 6678 8794
- Library of Congress Control Number: n83065732
- MusicBrainz: 1234ae36-fd95-4cbb-907b-f31021683d35
- Nationale Bibliotheek van Tsjechië: jn20000701078
- Nationale Bibliotheek van Israël: 987007264734405171
- Nationale Bibliotheek van Polen: a0000002794755
- Nederlandse Thesaurus van Auteursnamen: 073577367
- LIBRIS: 289078
- Système universitaire de documentation: 027766373
- Virtual International Authority File: 74648212
- WorldCat: E39PBJwRY9Bp3V648DY7JWDwmd